# Pomnik Marii Konopnickiej we Wrześni
Pomnik Marii Konopnickiej we Wrześni – pomnik poświęcony Marii Konopnickiej we Wrześni, odsłonięty w 1979. Autorem postaci jest rzeźbiarz Mieczysław Welter. Odlew posągu wykonano z brązu w Zakładach Metalurgicznych "Pomet" w Poznaniu. Wysokość pomnika wynosi 3,65 m. Oddano w ten sposób hołd poetce, która aktywnie występowała w obronie strajkujących dzieci, będąc przy tym gorącą orędowniczką ich sprawy. Pomnik ufundowany został przez mieszkańców Wrześni.

## Lokalizacja pomnika
Pomnik znajduje się we Wrześni, w parku im. Dzieci Wrzesińskich, na Opieszynie. W pobliżu pomnika postawiono osiem odlanych w brązie, stylizowanych na księgi, tablic. Ich twórcą jest poznański rzeźbiarz i medalier Józef Stasiński.

## Rola Marii Konopnickiej w dziejach Wrześni
Maria Konopnicka jako wybitna pisarka występowała w obronie dzieci wrzesińskich. Podczas strajku  przebywała we Włoszech, gdzie organizowała akcję protestacyjną. W 1902 opublikowała (w 5 numerze "Przewodnicy") wiersz zatytułowany "O Wrześni". W 1908 opublikowała "Rotę" - wiersz napisany dla Wielkopolski.

## Inne pomniki we Wrześni upamiętniające strajk dzieci wrzesińskich
- Pomnik Dzieci Wrzesińskich
- Ławeczka Bronisławy Śmidowiczówny
- Pomnik Jana Pawła II